# Gradišče pri Ormožu
Gradišče pri Ormožu este o localitate din comuna Sveti Tomaž, Slovenia, cu o populație de 41 de locuitori.